# Ildephonse Stocquart

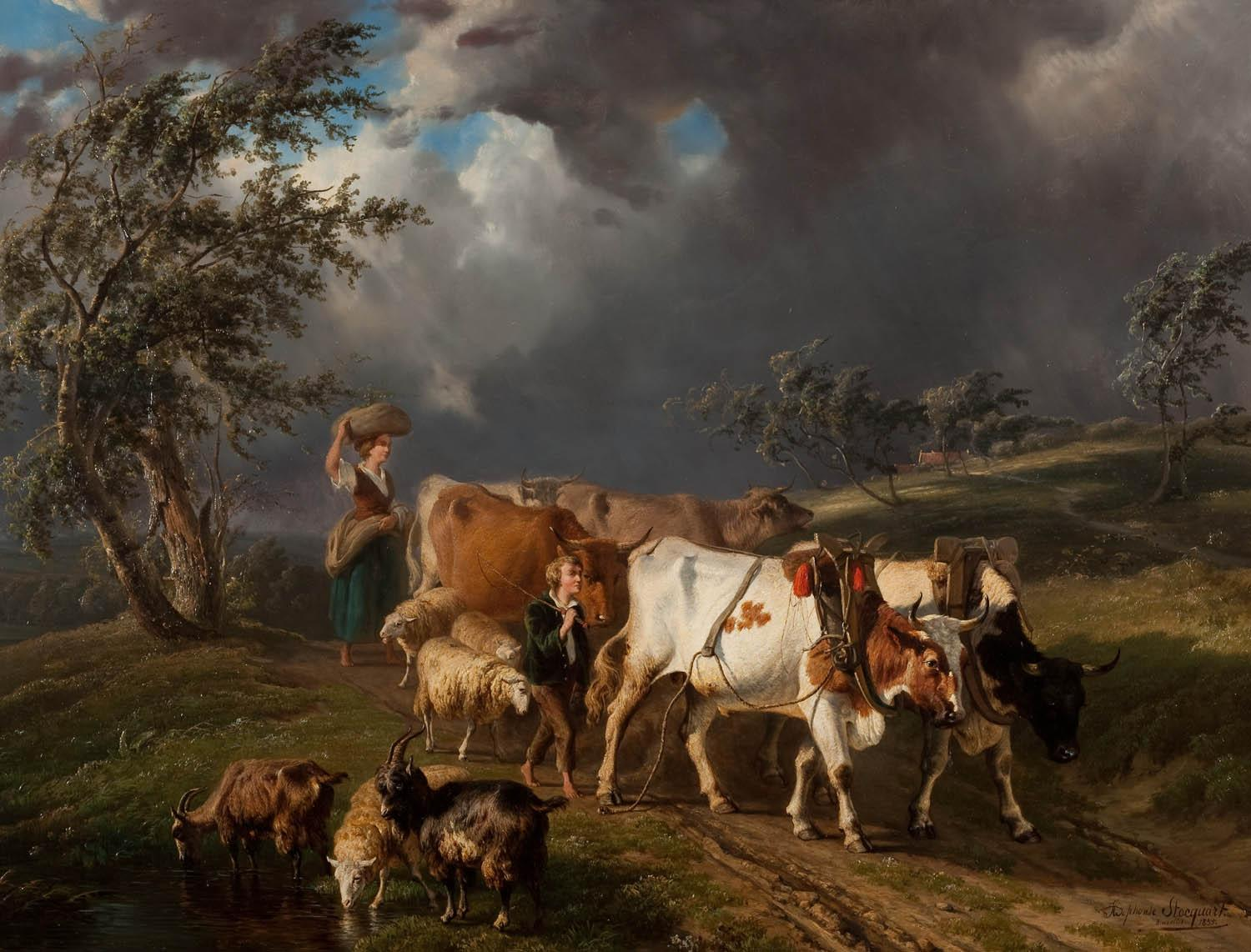
Op de vlucht voor de storm (1855)

Ildephonse Stocquart (Geraardsbergen, 1819 - Sint-Joost-ten-Node, 1889) was een Belgisch kunstschilder van voornamelijk landschappen en dieren. Hij hield zich vooral bezig met etsen, en was een leerling van Julien Joseph Ducorron aan de kunstacademie van Aat.